# Juan M. Lambert
Juan Manuel Lambert (David, 23 de junio de 1851 - 22 de mayo de 1915) fue un político panameño, diputado del Estado Soberano de Panamá y designado presidencial tras la independencia del istmo.

## Biografía
Fue hijo de Dionicio Lambert, vicecónsul de Francia en David, y de Mercedes Gallegos. Por decisión de su padre, se trasladó de joven a la ciudad francesa de Burdeos donde realizó sus estudios y luego regresó a David. Se casó en 1887 con Emma Araúz Agnew, y ambos adoptaron a la joven Ida Belli (1896-1922), quien años después se convertiría en una artista plástica y retratista de varios presidentes panameños.
Como político durante la unión a Colombia, fue prefecto de la provincia de Chiriquí, diputado en la Asamblea del Estado Soberano de Panamá (llegando a ser su presidente) y en julio de 1884 llegó a ser electo como presidente del Estado Soberano; sin embargo, jamás posesionó el cargo debido a la convulsión política entre el presidente saliente Dámaso Cervera y el ejército liderado por Carlos A. Gónima por órdenes del presidente de Colombia Rafael Núñez. Dado que Cervera apoyó a Lambert como candidato, este último fue desplazado políticamente y pasó a la vida privada.
Tras la separación de Panamá de Colombia en 1903, fue designado gobernador de la provincia de Chiriquí, y en su administración estuvo a cargo del trazado urbano de la ciudad de David. Apoyó políticamente a José Domingo de Obaldía, y cuando éste llegó a la presidencia de la República en 1908, fue electo designado presidencial por parte de la Asamblea Nacional entre 1908 y 1910. 
Sus últimos años estuvieron alejados de la política y falleció en su ciudad natal el 22 de mayo de 1915.